# Dollar des Fidji
Pour les articles homonymes, voir FJD.
Le dollar des Fidji (symbole : $ ; code ISO 4217 : FJD) est la devise des Fidji depuis 1969. Il est normalement représenté par le symbole du dollar $, ou alternativement FJ$ pour le distinguer d'autres devises qui sont dénommées en dollar. Le dollar des Fidji est divisé en 100 cents.
Jusqu'en 2012, tous les billets de banque et les monnaies des Fidji étaient émis avec le portrait de la reine Élisabeth II. Bien que les Fidji soient une république depuis 1987, Élisabeth II, qui a été reine des Fidji jusqu'en 1987, est restée Chef suprême des Fidji jusqu'à la dissolution du Grand Conseil des Chefs, en mars 2012.
La faune et la flore des Fidji remplacent les portraits de la Reine sur les pièces et les billets émis en 2013.

## Monnaies
Des pièces de monnaie des Fidji sont émises dans les dénominations suivantes :
0,01 $

0,02 $ (bientôt retirée)

0,05 $

0,10 $

0,20 $

0,50 $

1,00 $

## Billets
Les billets de banque actuels couvrent les valeurs suivantes :

| Valeur      | Recto | Verso |
| ----------- | ----- | ----- |
| 5 dollars   |       |       |
| 10 dollars  |       |       |
| 20 dollars  |       |       |
| 50 dollars  |       |       |
| 100 dollars |       |       |

Le 16 août 2005, le ministre des Finances Ratu Jone Kubuabola a annoncé que le Cabinet avait approuvé l'introduction d'un billet de 100 $ et le retrait de la pièce de monnaie de 0,02 $[réf. nécessaire].